# Картикази
Картикази (фр. Carticasi) насеље је и општина у Француској у региону Корзика, у департману Горња Корзика која припада префектури Кор.
По подацима из 2011. године у општини је живело 34 становника, а густина насељености је износила 2,66 становника/km². Општина се простире на површини од 12,8 km². Налази се на средњој надморској висини од 886 метара (максималној 1.697 m, а минималној 652 m).

## Демографија
| 1962. | 1968. | 1975. | 1982. | 1990. | 1999. | 2011. |
| ----- | ----- | ----- | ----- | ----- | ----- | ----- |
| 44    | 68    | 55    | 21    | 18    | 26    | 34    |

График промене броја становника у току последњих година